# Diocese de Penedo
A Diocese de Penedo (Dioecesis Penedensis) é uma circunscrição eclesiástica da Igreja Católica no Brasil, pertencente à Província Eclesiástica de Maceió e ao Conselho Episcopal Regional Nordeste II da Conferência Nacional dos Bispos do Brasil, sendo sufragânea da Arquidiocese de Maceió. A sé episcopal está na Catedral de Nossa Senhora das Vitórias do Santo Rosário, na cidade de Penedo, Alagoas.

## Histórico
A Diocese de Penedo foi erigida a 3 de abril de 1916, pelo Papa Bento XV, desmembrada da Arquidiocese de Maceió.

## Demografia
Em 2025, a diocese contava com pouco mais de 70 sacerdotes e uma população de aproximadamente 973.000hab, com 80,3% de católicos. O território da diocese é de 8.905 km², organizado em 60 paróquias, distribuídas em 31 municípios: Anadia, Arapiraca, Barra de São Miguel, Belém, Boca da Mata, Campo Alegre, Campo Grande, Coité do Noia, Coruripe, Craíbas, Feira Grande, Feliz Deserto, Girau do Ponciano, Igreja Nova, Jequiá da Praia, Junqueiro, Lagoa da Canoa, Limoeiro de Anadia, Maribondo, Olho d'Água Grande, Penedo, Piaçabuçu, Porto Real do Colégio, Roteiro, São Brás, São Miguel dos Campos, São Sebastião, Tanque d'Arca, Taquarana, Teotônio Vilela e Traipu.

## Bispos
Bispos diocesanos:
|        | Nome                                  | Período      | Notas                                         |
| Bispos | Bispos                                | Bispos       | Bispos                                        |
| ------ | ------------------------------------- | ------------ | --------------------------------------------- |
| 7°     | Valdemir Ferreira dos Santos          | 2021 - Atual |                                               |
| 6º     | Valério Breda, S.D.B.                 | 1997 — 2020  | Faleceu no cargo.                             |
| 5º     | Constantino Luers, O.F.M.             | 1976 — 1994  | Bispo emérito.                                |
| 4º     | José Terceiro de Souza                | 1958 — 1976  | Bispo emérito.                                |
| 3º     | Felício da Cunha Vasconcellos, O.F.M. | 1949 — 1957  | Nomeado arcebispo-coadjutor de Florianópolis. |
| 2º     | Fernando Gomes dos Santos             | 1943 — 1949  | Nomeado bispo de Aracaju.                     |
| 1º     | Jonas de Araújo Batinga               | 1918 — 1940  | Bispo emérito.                                |